# زوم (عمارة)
الزوم هو مبنى مصمم باستخدام سلسلة من المعيَّنات. تم صياغة كلمة زوم في عام 1968 بواسطة نور الدين دوركي، من خلال الجمع بين كلمتي دوم (dome) وزونوهدرون (zonohedron).

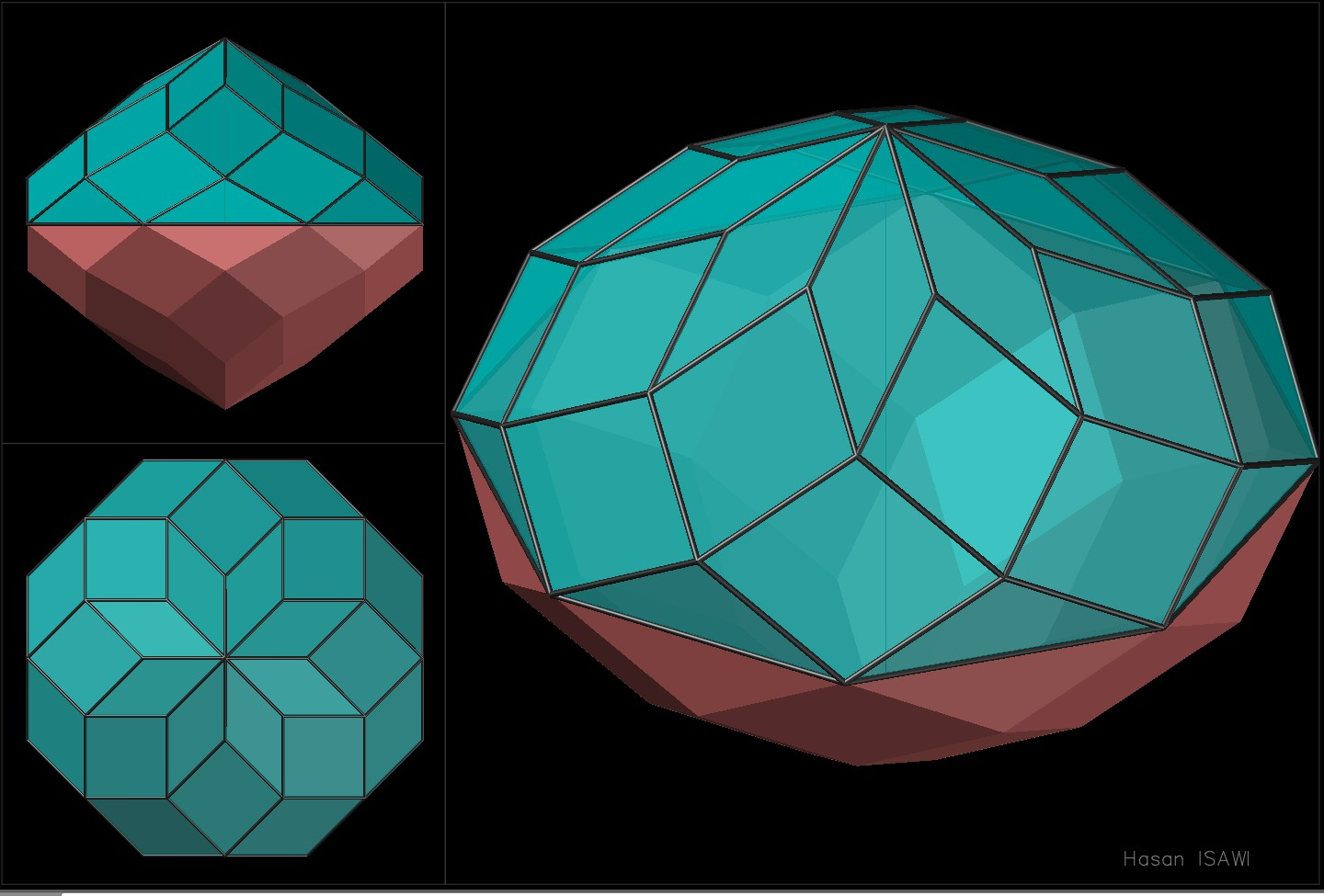
الإسقاطات العمودية والاكسنومتري لزوم متعدد السطوح

## معرض صور

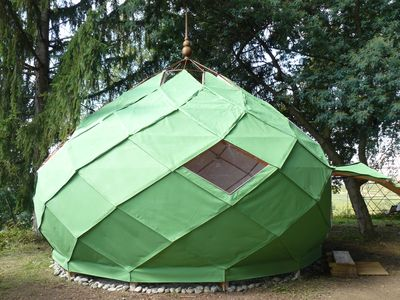
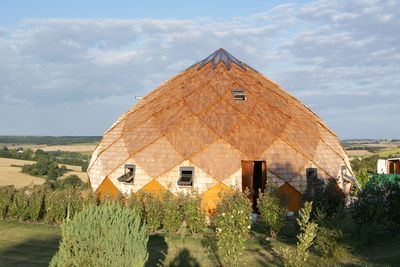
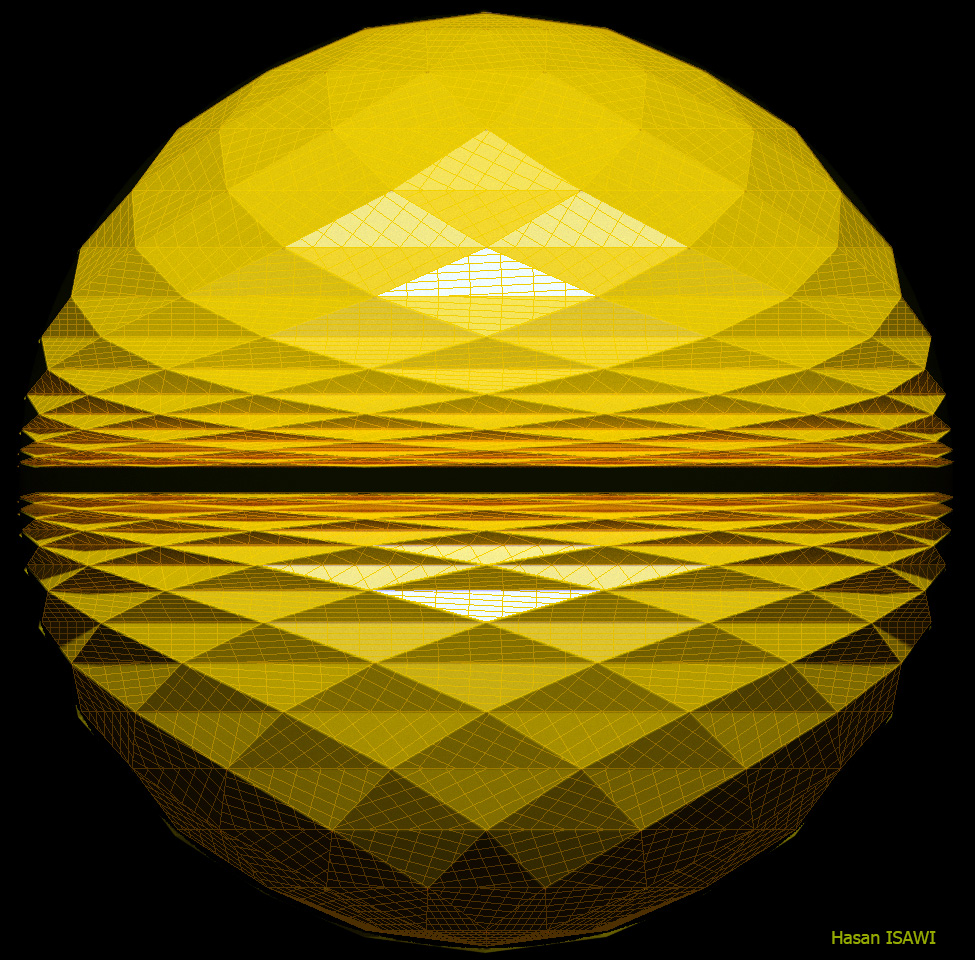
تطبيق مفهوم الزوم على الكرة